# Пичхисбогири
Пичхисбогири (груз. ფიჩხისბოგირი) — село в Грузии, в муниципалитете Лагодехи края Кахетия. 

## География
Село расположено в восточной части края, в 20 километрах по прямой к юго-западу от центра муниципалитета Лагодехи. Высота центра — 260 метров над уровнем моря.

## Население
По данным переписи населения 2014 года, в селе проживало 84 человека.
| Год  | Население | Мужчины | Женщины |
| ---- | --------- | ------- | ------- |
| 2002 | 123       | 64      | 59      |
| 2014 | 84        | 47      | 37      |